# Rush (Irlandia)
Rush (irl.:Ros Eó, An Ros) – przybrzeżne miasto w hrabstwie Fingal w Irlandii położone pomiędzy miastami Skerries i Lusk.